# Thalamita malaccensis
Thalamita malaccensis is een krabbensoort uit de familie van de Portunidae. De wetenschappelijke naam van de soort is voor het eerst geldig gepubliceerd in 1938 door Gordon.